# 216241 Renzopiano
216241 Renzopiano este o planetă minoră (asteroid) din centura de asteroizi. A fost descoperită pe 14 noiembrie 2006 la Borbona de Vincenzo Silvano Casulli⁠(d). 
Obiectul prezintă o orbită caracterizată de o semiaxă mare de 3,0318574747076 UAi, o excentricitate de 0,04, o înclinație de 8,4 ° în raport cu ecliptica.